# Hinduismus in den Niederlanden
In den Niederlanden lebende Hindus werden auf bis zu 250.000 Personen geschätzt, davon viele Flüchtlinge und Asylanten ohne niederländische Staatsbürgerschaft.
Der Hindurat gibt eine Zahl von 215.000 Personen an.
Etwa 95.000 Hindus besitzen die niederländische Staatsbürgerschaft. Diese Bürger stammen zu ca. 85 Prozent von Suriname und ungefähr 10 Prozent von Indien. Eine kleinere Gruppe stammt aus Uganda.
Nach der Volkszählung von 1971 waren 80 Prozent der 110.000 Einwanderer aus Suriname mit Staatsbürgerschaft Hindus, also 88.000.
Die Hindus der Niederlande unterhalten eigene TV- und Radiostationen, die Organisatie Hindoe Media.

## Glaubensrichtungen
Die Hindus aus Suriname werden in zwei Hauptglaubensrichtungen unterschieden, nämlich in Sanâtan Dharam und Vaidik Dharma (Arya Samâj). Daneben gibt es kleinere Gruppen wie Kabirpantha, Gâyatri Parivâ.
Gemäß Hindurat gehören ca. 80 % der Hindus aus Suriname der Richtung Sanâtan Dharam an, davon 65 % der Teilrichtung Djanamvadisch und 35 % der Teilrichtung Karamvadisch, dagegen 20 % der Richtung Arya Samâj.
Eine kleinere Anzahl Hindus ist verbunden mit neuen religiösen Bewegungen wie ISKCON, Sathya Sai Baba etc.